# Atak na Hrubieszów

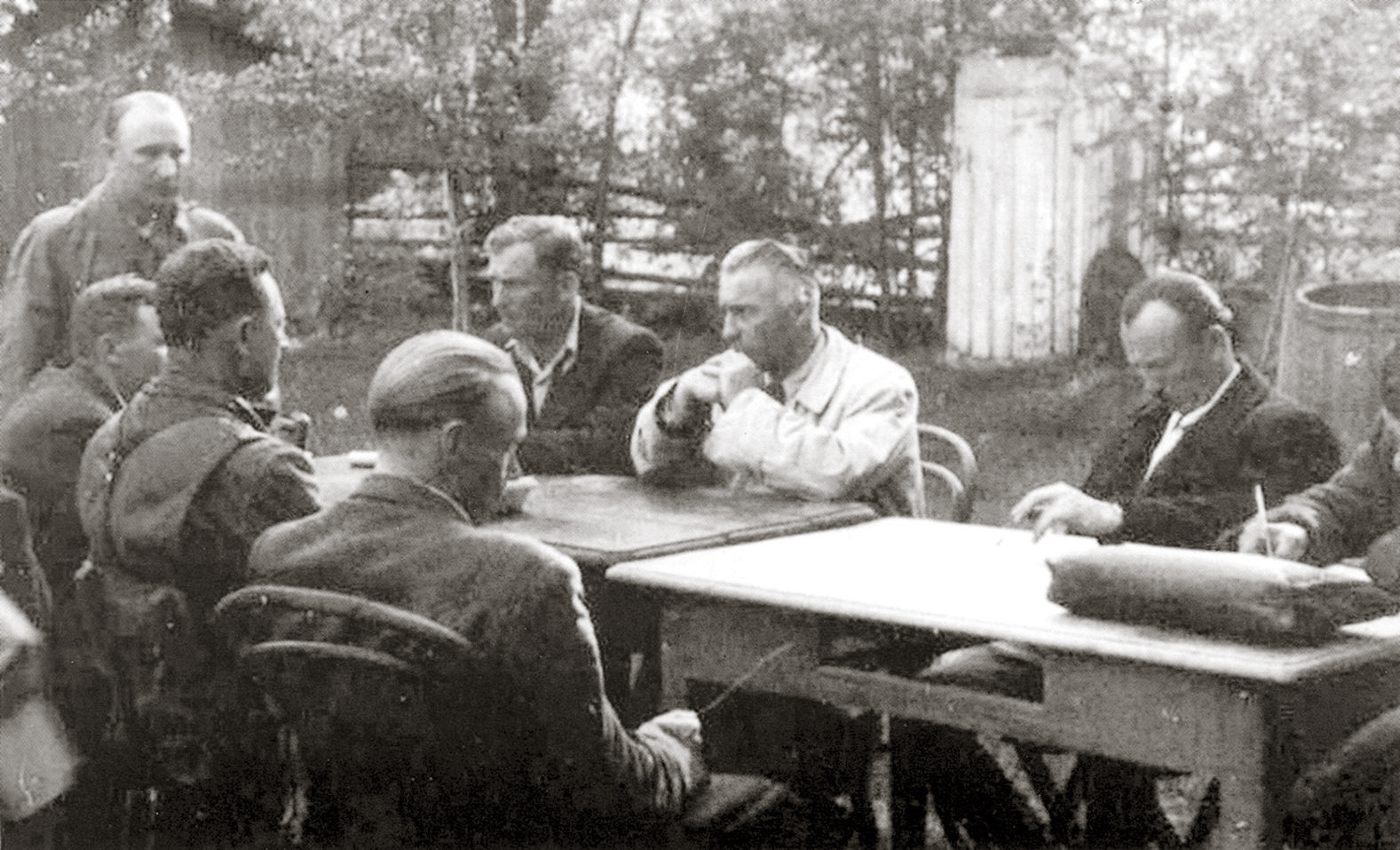
Spotkanie WiN i UHWR, OUN-B i UPA koło Rudy Różanieckiej 21 maja 1945. Od lewej stoi: kpr. Józef Borecki „Komar” – adiutant komendanta Obwodu AK–DSZ–WiN Tomaszów Lubelski, siedzą przodem od lewej: por. „Norbert”, kpt. Marian Gołębiewski „Irka” – inspektor Inspektoratu AK–DSZ–WiN Zamość, kpt. Stanisław Książek „Rota” oraz Mykoła Wynnyczuk „Kornijczuk”– prowidnyk II okręgu Organizacji Nacjonalistów Ukraińskich, od lewej siedzą tyłem: przedstawiciel Ukraińskiej Głównej Rady Wyzwoleńczej płk Jurij Łopatynski „Szejk”, Serhij Martyniuk „Hrab” oraz „Polakowski”

Atak na Hrubieszów (ukr. Грубешівська операція) – akcja zbrojna podziemia antykomunistycznego w powojennej Polsce przeprowadzona wspólnie przez Ukraińską Powstańczą Armię (UPA) i Zrzeszenie Wolność i Niezawisłość (WiN) w nocy z 27 na 28 maja 1946. Celem ataku było zniszczenie posterunku Milicji Obywatelskiej (MO), siedziby Ministerstwa Bezpieczeństwa Publicznego (MBP) i budynku Komisji Przesiedleńczej w Hrubieszowie, a także uwolnienie więźniów politycznych z lokalnego więzienia.

## Geneza
21 maja 1945 w Rudzie Różanieckiej przedstawiciele WiN i UPA przy pośrednictwie katolickich i prawosławnych księży podpisali lokalne porozumienie, które kończyło walki między tymi ugrupowaniami. Obie strony zobowiązały się do zaprzestania ataków na ludność cywilną i przystąpienia do wymieniania się informacjami wywiadowczymi. Zamojszczyznę podzielono na strefę wpływów WiN i UPA, miano także współpracować w walce z Urzędem Bezpieczeństwa (UB), NKWD i Korpusem Bezpieczeństwa Wewnętrznego (KBW). We wrześniu 1945 porozumienie to zostało rozszerzone na Chełmszczyznę i Podlasie.
Napad na Hrubieszów nie był jedyną wspólną akcją zbrojną UPA i WiN na tym terenie. 6 kwietnia 1946 r. były dowódca kompanii AK z okresu wojny Zdzisław Olechowski, wraz z placówką WiN z Malic i czotą „Kropiwy” z sotni „Lisa”, rozbroił żołnierzy z ósmej kompanii piątego pułku ochraniających stację załadowania ludności ukraińskiej w Werbkowicach. Łupem napastników padło m.in. 9 karabinów, 6 pistoletów maszynowych, 1 cekaem, 3 erkaemy, 3 tysiące sztuk amunicji do karabinów i 30 granatów.
Najsłynniejszą i największą operacją był atak na Hrubieszów. Plan akcji, ówczesny dowódca UPA w Polsce, pułkownik Myrosław Onyszkewycz ps. „Orest” (dowódca oddziału, który odpowiedzialny był za mord na polskiej ludności w miejscowości Tarnoszyn) otrzymał od dowództwa WiN w kwietniu 1946. Zaakceptował go i zgodził się na współpracę. Ustalono, że w akcji weźmie udział około 300 strzelców z UPA i około 150 partyzantów z WiN, dowodzonych przez Wacława Dąbrowskiego ps. „Azja”, komendanta hrubieszowskiego obwodu WiN.
Ukraińcom chodziło m.in. o zdobycie dokumentacji z Ukraińskiej Komisji Przesiedleńczej - a WiN-owcom o akcję na większą skalę przed referendum ludowym 30 czerwca 1946 r.

## Atak
27 maja 1946 w lesie pomiędzy Trzeszczanami i Podhorcami doszło do koncentracji oddziałów. Ustalono, że WiN zdobędzie w Hrubieszowie między innymi budynki Powiatowego UB, MO i Komitetu Powiatowego Polskiej Partii Robotniczej (PPR), a oddziały UPA dowodzone przez Jewhena Sztenderę ps. „Prirwa” zaatakują siedzibę NKWD oraz Komisję Przesiedleńczą. W akcji uczestniczyły ze strony ukraińskiej cztery lubelskie sotnie: starszego sierżanta Eugeniusza Jaszczuka „Dudy”, Semena Prystupa „Dawyda”, Wasyla Jarmoła „Jara” i porucznika Wasyla Krala „Czausa”. Ze strony polskiej w akcji uczestniczyły hrubieszowskie oddziały partyzanckie Kazimierza Witrylaka „Hela”, „Druka”, Stefana Kwaśniewskiego „Wiktora”, Czesława Hajduka „Ślepego”, Mariana Horbowskiego „Kota”, NN „Kalifa” i chełmski oddział Henryka Lewczuka „Młota”. Banderowcy nosili na lewej ręce białe opaski, a WiN-owcy na prawej opaski biało-czerwone.
O zmierzchu oddziały polsko-ukraińskie przegrupowały się do lasu w Dębince, kilka kilometrów od miasta, następnie partyzanci bez przeszkód dotarli do miasta i przed północą zajęli pozycję. Atak rozpoczął się o godzinie 1:30 przez wystrzelenie trzech rakiet. Jedna trafiła w bramę UB, druga wycelowana w siedzibę NKWD upadła przed budynkiem Komitetu PPR, a trzecia wybuchła na terenie prywatnej posesji. Partyzanci WiN opanowali budynek UB i Powiatowy Komitet PPR, którego broniło jedynie dwóch ludzi uzbrojonych w karabiny. Aleksander Dors i Władysław Marciniak po krótkiej walce polegli. Wkrótce budynek UB płonął i został częściowo opanowany przez napastników, którzy wypuścili z niego więźniów. Milicjanci odparli atak broniąc się w budynku posterunku. Upowcom nie udało się zdobyć również siedziby NKWD oraz Komisji Przesiedleńczej. W przeprowadzonej akcji zostało uwolnionych 20 więźniów (w tym 5 Ukraińców). Warto zaznaczyć, że posterunek milicji szturmowały połączone siły UPA i WiN, natomiast w pozostałych przypadkach Polacy i Ukraińcy atakowali oddzielnie co było spowodowane względami logistycznymi, ale przede wszystkim ogromną nieufnością.
W Hrubieszowie stacjonowała jedynie szkoła podoficerska 5 pułku piechoty Ludowego Wojska Polskiego w sile 100 żołnierzy niedawno powołanych oraz pododdział łączności i artylerii. Poza centrum miasta znajdowały się koszary 5 pułku i Komenda 32 odcinka WOP. Zarządzono alarm i obronę koszar oraz organizowano akcję zaczepną. Jego dowódcy wysłali pluton żołnierzy pod dowództwem ppor. Mariana Fleminga, aby sprawdzić, co dzieje się w mieście, ale nie podjęli walki – dowódcą zwiadu był porucznik Wojciech Jaruzelski. Po dotarciu do Komendy Miasta pluton wzmocniony przez załogę Komendy w sile 10 ludzi ruszył na odsiecz. Pułkownik Jakiel przebywający na inspekcji  oddał do dyspozycji obrońców swój opancerzony samochód. W trakcie wymiany ognia sukces odniósł kaemista tego samochodu. Pomimo nieosiągniętego celu napadu, wobec wejścia do walki sił z 5 pułku i WOP, „Prywa” zarządził odwrót.
28 maja podjęto pościg za napastnikami. Doszło m.in. do starcia we wsi Meniany. Nad ranem 28 maja żołnierze WiN bez problemu wycofali się z miasta. Natomiast za żołnierzami UPA o godzinie 7:00 ruszyły grupy pościgowe NKWD w kierunku na Chełm, Zamość i Sławęcin (obecnie część Hrubieszowa). Sowieci koło Metelina rozpoczęli natarcie połączonymi siłami na upowców, którzy zaczęli się wycofywać, ale na skraju lasku terebińskiego zajęli pozycje obronne i przywitali ogniem nacierających. Pod huraganowym ogniem Ukraińców grupa pościgowa wycofała się.

## Straty
Straty po obu stronach były stosunkowo niewielkie. W samym mieście poległo 2 Ukraińców, w trakcie odwrotu 3 kolejnych. Po stronie WiN nie było zabitych. Według oficjalnych danych NKWD straciło 10 ludzi, WOP 5, PPR i UB po dwóch.

## Upamiętnienie
W 2019 roku kinematografia ukraińska nakręciła finansowany przez Państwową Agencję Kinematografii Ukrainy fabularyzowany film dokumentalny pt. Granica. Operacja Hrubieszów.